# ひとりぼっちの地球侵略
『ひとりぼっちの地球侵略』（ひとりぼっちのちきゅうしんりゃく）は、小川麻衣子による日本の漫画。『ゲッサン』（小学館）にて、2012年4月号（同年3月12日発売）から2018年10月号（同年9月12日）まで連載。略称はぼっち侵略。地球人の主人公広瀬岬一と、地球を侵略するためにやってきた宇宙人の少女大鳥希の、日常と戦いを描く物語。

## あらすじ
4月、広瀬岬一は県立青箱（せいしょう）高校に入学する。入学式の朝、岬一は突然現れた仮面の少女に「命をもらう」と告げられ追い回される。その少女は同じ高校の2年生、大鳥希であった。希は岬一に「10年前に宇宙船団が街を襲い、そのとき心臓に致命傷を負った岬一に自身の心臓を与えた」と話し、岬一を地球侵略の仲間に誘うが、希の話を信じられない岬一は誘いを断って帰宅する。その夜、岬一の祖父が宇宙人に襲われる。岬一は家族を守るため、希の仲間になって地球侵略に協力すると約束するのであった。

## 登場人物
学年や組は物語開始時の年度のもの。

### 主人公
広瀬 岬一（ひろせ こういち）
青箱高校1年2組。広瀬家の三男で、凪とは双子の弟。身長158センチメートル。
高校1年生の男子としては小柄で、身長は希よりやや低い。喫茶店を営む祖父を尊敬しており、彼の跡を継ぎ、焙煎職人になるのが夢。中学校時代には凪が勝手に入部届を出して入部させられた書道部を1日も欠席せず、最後には県大会に出場するなど、周囲からは律儀な性格と評される。愛想がなく表情の変化は少ないが、泣き虫な一面がある。ラテ・アートをうまく作れないなど手先は不器用だが、祖父の影響から簡単な料理なら作ることができる。
希（オルベリオ）の心臓を体内に宿しているため、些細な傷はもちろん普通の人間では致命傷となる傷でも再生する回復力を持つ。侵略者との戦いで希にばかり負担をかけている状態に自分の無力さを感じていたが、文化祭の際、心臓を介して希の「魔法」を打ち破り、リコと共闘が可能となった。
大鳥 希（おおとり のぞみ）
青箱高校2年6組。身長164センチメートル。
宇宙人だが、容姿は日本人の少女と変わりなく、同年代の男子からは「かわいい」と評される。飄々としたとらえどころのない性格。学業成績は期末テストで学年1位の点数を取るなど優秀だが、校内ではいたずらや奇行を繰り返し、ひどい変わり者として有名だった。そのため校内でも一人で過ごすことが多かったが、岬一と出会ってからは学校行事などで次第にクラスに溶け込むようになっていく。普段からよく本を読む読書家で、彼女の影響で岬一もさまざまなジャンルの小説をよく読むようになった。また小動物のようなかわいいものを好み、家の中には多数のぬいぐるみを置いている。
正体はオルベリオという星で生まれた侵略宇宙人。地球を狙う宇宙人らの間でも有名な存在であり、彼女が持っている「港」を開くためのパスワードを狙って多数の宇宙人に襲撃される。華奢な外見に反して人間離れした身体能力をもち、高い跳躍力や怪力などを駆使してほかの侵略宇宙人を撃退している。また母星に伝わる「魔法」を用い、言葉によって相手の行動を制限したり、離れた空間をつないだりすることができる。
岬一と出会ってすぐは、彼自身と彼との日常を守るため、1人で侵略宇宙人と戦っていた。しかし侵略宇宙人との闘いで深手を負い、岬一に叱責されてからは、宇宙人の来襲時に彼に相談するようになった。岬一と2人で過ごしたいという思いが強く、凪のことを邪魔者扱いしたり、時緒に嫉妬心を見せたりすることもある。特に物語の終盤に出会った藤代暁行（地球）には彼が積極的に岬一に求婚することもありクソガキと罵るほど関係は険悪であった。

### 広瀬家
広瀬 凪（ひろせ なぎ）
青箱高校1年2組。
広瀬家の次男で、岬一とは双子の兄。容姿は岬一と瓜二つで、長髪を後ろで束ねている。性格は岬一とは正反対で、社交的で愛想もよく、年上の女性に人気がある。実家や校則など何かに縛られるのを嫌い、将来は家を出ようと考えている。幼少のころより病弱で、現在に至るまで入退院を繰り返しており、高校入学当初も入院のため欠席が続いていた。
女好きな性格から当初は希に接近しようとしていたが、希の正体を知り10年前の事件を思い出してからは、岬一と希を引き離そうと陰で画策するようになる。
広瀬 豪志（ひろせ ごうし）
岬一たち3人兄弟の祖父。
喫茶「天の海」を経営する焙煎職人で、両親を亡くした岬一たちを男手ひとつで育ててきた。
広瀬 龍介（ひろせ りゅうすけ）
広瀬家の長男で、岬一と凪より9歳年上。
細身で眼鏡をかけている。無類の本好きで、読書家の希とは話が合い、豪志の旧友が開いた「洞谷堂書店」で働く。眼鏡を外すと気が大きくなり、大胆な行動をとるようになる。

### 青箱高校
アイラ＝マシェフスキー
1学期の途中から青箱高校2年6組に編入。
腰までの長い金髪に碧眼の美少女。実家はロシアのオリガルヒ・マシェフスキー家で、執事や多数の使用人を抱え、リムジンで学校へ送迎される大富豪である。祖母の未来視した、松横市で起こるとされる災厄を回避するため来日し、希と岬一を監視するようになる。自身の体型にコンプレックスを持っており、文化祭ではできるだけ体型の目立たない服を私財を投入して用意した。また負けず嫌いな性格で、嫌々ながら参加した学校行事でも、最後には達成感や勝利の快感に浸っている。
瞳にエラメアの宇宙人である祖母から受け継いだ能力をもち、能力の発動時には他人の心を読むことができる。瞳以外には宇宙人としての能力はなく、身体能力などは普通の人間と変わりない。
古賀 時緒（こが ときお）
青箱高校1年2組。眼鏡をかけた女の子。年の離れた妹と弟がいる。入学試験の日、木に引っ掛かったマフラーを岬一に取ってもらったことがあり、その縁で彼に好意を寄せている。岬一自身はそのことを覚えておらず、入学式の日も彼女とは初対面のように接していた。
スガワラ
青箱高校1年2組。フルネームおよび漢字表記は不明。
岬一と凪の友人で、彼らと同じ中学校の出身。高校では野球部に所属している。太眉で希には「まゆげ君」と呼ばれている。
小林（こばやし）
生活指導を担当する男性教員。大柄で前髪を切り揃えたおかっぱのような髪型。希や凪が校則違反をするたび捕まえて注意しようとするが、いつもすぐに逃げられてしまう。
明石（あかし）
1年2組の担任の女性教員。温和な性格。凪の校則違反の髪型をきちんと注意できないなど、押しが弱い一面がある。

### マシェフスキー家
アイラの祖母
氏名は不明。アイラの母方の祖母である。
エラメアという星の出身の宇宙人。希よりもはるか昔に地球を訪れ、そのまま住み着いた。特殊な瞳を持ち、遠く離れた場所や未来を見通すことができる。また遠隔地からペンダントを通してアイラと会話したり、特殊な空間を作り出すなど、希とは異なる「魔法」を用いる。
ピョートル
アイラに仕える老執事。アイラの身の回りの世話をしているが、文化祭の準備の手助けを求められても、学校行事は学生の本分として断るなど、彼女を甘やかすことはない。侵略宇宙人との戦いの際、岬一とリコを車で助けるなど、単なる執事として以外の仕事もこなす。
ヴァキト＝マシェフスキー
アイラの兄で、兄弟の中では次兄。アイラとは異なり宇宙人の特別な力はなく普通の人間である。本人はアイラを大切にしているつもりだが、接し方に問題があるためアイラからは嫌われている。凪には兄のように慕われている。
チムール＝マシェフスキー
名前のみ登場。アイラの父で、アイラの母と恋愛結婚した。のちに不動産で成功し、マシェフスキー家の財閥を築きあげた。

### 宇宙人
ゴス星系侵略宇宙人
岬一が初めて会った侵略宇宙人。岬一の祖父を誤って呑みこんでしまい、岬一が希の地球侵略に協力するきっかけになった。体を回転させながら攻撃をしてくるため目を回してしまい、その隙を突かれ希に倒される。
岬一が希の仲間になった後、異なるタイプの個体も出現。分身を作り街中に放っていたが、希によって本体を潰されて倒された。岬一を巻き込みたくないという希の意思により、岬一は希が倒れるまでその存在を知らなかった。
リコ / リコデムス＝ハーリアトロ
ハウス星の戦士。スライムのような形をしており、見たものをコピーし、変身する能力を持っている。コピー後はコピー体に合わせ質量も変化する。無機物には変身出来ず、また連続で使用するとオーバーヒートして変身が解けてしまう。希との戦闘中に誤って岬一を踏み潰してしまい、激昂した希の強大な力に敗北する。
敗北後、希の魔法によって猫のような形に固定化され、岬一の家に住むことになる。侵略の際テレビで見た特撮を気に入っている。
ユーシフト族
文化祭に現れた侵略宇宙人。戦闘タイプの宇宙人で実体を持たない虚無の生物。初回の襲撃の際は恐竜のような骨と黒いもやで覆われた形をしていた。リコと岬一の手によりプールに落とされもやを消された後、文化祭当日に複数の着ぐるみを依代として用意して希たちを襲った。最終的に岬一と協力した希に核を破壊され消滅した。
ヴォイテク
シャーリアという星の宇宙人。地球人に似た人型の容姿だが、非常に大柄。星間飛行中に遭難し、地球に流れ着く。アイラの祖母に「港」の管理者である希を紹介され、地球から故郷の星へ帰る。

### その他
瀧（たき）
龍介の後輩で、喫茶「天の海」で働く。特撮マニア。

## 用語
松横市（まつよこし）
岬一達が暮らしている市。人口は70万人に満たないそこそこ栄えている地方の中心都市。宇宙船の港があり、侵略宇宙人たちの襲撃を受ける。路面電車や城郭、バスセンターなど、作者の小川が学生時代を過ごした熊本市に似た風景が登場する。
港（みなと / ポート）
オルベリオの王が外敵の侵入から地球を守るために設けたもの。特別なパスワードを解除しなければ出入りすることができない。何らかの原因でその効果が弱まり、次第に宇宙人の侵入を許してしまうようになっている。
オルベリオ
希の母星であり種族を示す言葉。宇宙の中でも古く伝統がある星で独特の信仰を持っている。元々は地球に住んでいたらしく、地球を「アルシャ」と呼んでいる。星に伝わる特殊能力が有り、希はそれを「魔法」と呼んでいる。
宇宙人の中でも有名で、生物兵器は強大な力を持ち、ほかの侵略者から危険視されている。
エラメア
アイラの祖母の母星であり、オルベリオと並び長い歴史と伝統を持つ。リコの母星には昔話としてエラメアの風俗が伝えられている。
侵略宇宙人
地球を狙っている宇宙人たち。港が完全に開いていないため、宇宙船で侵入することができず単独で送り込まれる。体内に核が存在しておりそれを破壊されると消滅する。
星団連
地球侵略を考えている宇宙人達の団体。地球侵略が目的のため希と対立している。

## 書誌情報
- 小川麻衣子『ひとりぼっちの地球侵略』 小学館〈ゲッサン少年サンデーコミックス〉、全15巻
  1. 2012年7月15日発行（2012年7月12日発売[2]）、ISBN 978-4-09-123754-5
  2. 2012年12月17日発行（2012年12月12日発売[3]）、ISBN 978-4-09-123878-8
  3. 2013年5月15日発行（2013年5月10日発売[4]）、ISBN 978-4-09-124271-6
  4. 2013年10月16日発行（2013年10月11日発売[5]）、ISBN 978-4-09-124419-2
  5. 2014年3月17日発行（2014年3月12日発売[6]）、ISBN 978-4-09-124588-5
  6. 2014年8月17日発行（2014年8月12日発売[7]）、ISBN 978-4-09-125198-5
  7. 2015年1月14日発行（2015年1月9日発売[8]）、ISBN 978-4-09-125519-8
  8. 2015年6月17日発行（2015年6月12日発売[9]）、ISBN 978-4-09-126150-2
  9. 2015年12月16日発行（2015年12月11日発売[10]）、ISBN 978-4-09-126598-2
  10. 2016年6月15日発行（2016年6月10日発売[11]）、ISBN 978-4-09-127240-9
  11. 2016年12月17日発行（2016年12月12日発売[12]）、ISBN 978-4-09-127469-4
  12. 2017年5月17日発行（2017年5月12日発売[13]）、ISBN 978-4-09-127621-6
  13. 2017年10月17日発行（2017年10月12日発売[14]）、ISBN 978-4-09-127736-7
  14. 2018年4月17日発行（2018年4月12日発売[15]）、ISBN 978-4-09-128261-3
  15. 2018年11月17日発行（2018年11月12日発売[16]）、ISBN 978-4-09-128695-6